# Свети Никола (Сапарева баня)
Вижте пояснителната страница за други значения на Свети Никола.
„Свети Никола“ е средновековна българска църква в град Сапарева баня, община Сапарева баня, област Кюстендил. Намира се в градския парк, в центъра на града.

## История
Построена е през XII-XIII век. Според местни източници от края на XIX век в археологическия музей в град София бил изпратен един престолен камък от светия олтар на църквата, на който проф. Р. Христов разчел надпис с годината – 1160 г.
При опит за построяване на нова църква през 1838 г. селяните разкрили западно от „Свети Никола“ стари основи и стълбове от друга по-голяма църква. Според Никола Мавродинов „Свети Никола“ е била гробница или обикновен параклис до някой голям храм, посветена на второстепенните му светци. Според предания църквата е гробница на местен феодал на име Никола. По-голямата църква е била съборена в началото на османското владичество. Църквата „Свети Никола“ е пощадена, но постепенно започва да се руши, защото турците не разрешавали да се поправя. Според местни предания, след Кримската война, група от настанените над квартал Гюргево черкези, започнали да разрушават църквата. Черкезинът, който започнал да я събаря откъм купола паднал заедно с него в църквата и загинал. Уплашени, останалите се отказали от по-нататъшното разрушаване. По време на Освождението покривът бил изцяло разрушен. Църквата е цялостно реставрирана през 1937 г. по проект на арх. Александър Рашенов (1892 – 1938).

## Архитектура
Църквата е кръстокуполна, със свободни рамена, с дължина 7,2 m и ширина 5,7 m, а височината при купола достига 6,6 m. Изградена е върху каменни основи от червени тухли, споени с бял хоросан, като тухлите са замазани през ред. На изток завършва с дълбока, полукръгла апсида, осветена от един прозорец. Входът е на западната фасада, поместен в двустъпална ниша, която се разширява и развива в четири архиволти. Надлъжните стени от външната страна са разчленени от по две двустъпални арки. Куполът е опасан от дванадесет двустъпални арки, в четири от които са вместени прозорци.
Църквата е била изцяло изписана отвътре, като от стенописите до днес са запазени само отделни фрагменти.
Характерният ѝ градеж – тип „потънала тухла“, както и дванадесетстенният купол и аркирани ниши определят живописния ѝ вид. Църквата е обявена за архитектурно-строителен паметник на културата от национално значение (ДВ, бр. 77/1968 г.) и декларирана като художествен паметник на културата от национално значение (декл. писмо № 4782/21.12.1978 г.).